# Valvsjön
Valvsjön är en sjö i Örnsköldsviks kommun i Ångermanland och ingår i Ångermanälvens huvudavrinningsområde. Sjön har en area på 0,386 kvadratkilometer och ligger 234,1 meter över havet. Sjön avvattnas av vattendraget Valvsjöbäcken.

## Delavrinningsområde
Valvsjön ingår i det delavrinningsområde (702003-159912) som SMHI kallar för Mynnar i Stor-Norsjön. Medelhöjden är 283 meter över havet och ytan är 11,49 kvadratkilometer. Det finns inga avrinningsområden uppströms utan avrinningsområdet är högsta punkten. Valvsjöbäcken som avvattnar avrinningsområdet har biflödesordning 3, vilket innebär att vattnet flödar genom totalt 3 vattendrag innan det når havet efter 33 kilometer. Avrinningsområdet består mestadels av skog (88 procent). Avrinningsområdet har 0,39 kvadratkilometer vattenytor vilket ger det en sjöprocent på 3,4 procent.